# Ayla Algan
Ayla Algan (Istanbul, 29. listopada, 1937. – Istanbul, 4. siječnja 2024.) bila je turska glumica i pjevačica. Glumila je u mnogim filmovima i kazališnim predstavama, što joj je omogućilo uspješnu karijeru.

## Biografija
Ayla je rođena u Istanbulu. Djetinjstvo je provela u Francuskoj, gdje je studirala na Notre Dame de Sion High School and Versailles Lycee. Zatim se preselila u SAD, u New York City, gdje je pohađala Actors Studio. Zatim se zaposlila na Language and Culture Center u Turskoj, gdje je radila kao kazališna glumica i instruktorica. 1964. godine dobiva svoju prvu ulogu u filmu Tamni spavač. Nakon toga postiže mnogo uspjeha u filmovima i kazališitima, te započinje uspješnu glumačku i pjevačku karijeru.

## Filmografija
- Pitaj svoje srce kao Safiye (2010.)
- Nezaboravan kao Hayat (2009.)
- Nevjerojatan video kao Sefiye (2009.)
- Brava (2008.)
- Pulzar kao Safiye (2008.)
- Predsjednik ostalih purana (2007.)
- Igra više kao Nedret Hanim (2007.)
- Tisuću i jedna noć kao Betul (2006.)
- 1. Godišnje Primetime White Pearl nagrade (2005.)
- Gostujući kao Baka (2004.)
- Alia kao Refiye (2004.)
- Noćna mora (2004.)
- Zaplet (2004.)
- Halley kao Meliha Tayze (2004.)
- Oblak u zraku kao Todora (2003.)
- Hizma (2002.)
- Mi volimo imati kao Cevriye (2002.)
- Oprosti za Leylu (2002.)
- Ljetna ljubav (2001.)
- Djeca šverceri kao Baka (2000.)
- Staro brdo (2000.)
- Zahvalnost kao İmece Teyze (1999.)
- Sidika kao Setaret Hala (1997.)
- Djevojka, toranj i ljubvnici kao majka (1993.)
- Moja konačna riječ (1970.)
- Sjena čovjeka (1970.)
- Sjeme (1969.)
- Nazih Zilli (1967.)
- Prelijepi Istanbul kao Ayse (1966.)
- Malo dima, malo pepela (1966.)
- Star Hill (1965.)
- Tamni spavač (1964.)

## Diskografija

### Albumi
- Ayla Algan (1976.)
- Aşka Veda (1977.)
- Ayla Algan / Blue Spirit (1978.)
- Yunus Emre
- En İyileriyle Ayla Algan (2008.)